# Maria Goos
Maria Goos (nascuda a Breda (Països Baixos), 1956) és una dramaturga i directora de teatre neerladesa. Des de 1982 dirigeix la Toneelacademie (Acadèmia d'Art Dramàtic) de Maastricht. També ha escrit guions per a sèries de televisió i col·labora amb el periòdic Leef! amb una columna humorística.

## Obra dramàtica
- 1982. En toen Mamma (I després, mare).
- 1983. Tussen Zussen (Entre germanes).
- 1983. Blessuretijd (Temps de descompte).
- 1984. Een avond in Extase (Una nit en l'èxtasi).
- 1985. De Keizerin van België (L'emperadriu de Bèlgica).
- 1986. Helden (Herois).
- 2000. Familie (Família).
- 2001. Nu Even Niet, primera part. (Taula per a quatre).
- 2002. Cloaca (Claveguera).
- 2003. Nu Even Niet, segona part.